# Anne Smith
Anne Smith (Dallas, 1 de Julho de 1959) é uma ex-tenista profissional e estadunidense, e uma psicologa educacional.

## Grand Slam finais

### Duplas: 9 (5–4)
| Posição | Ano  | Campeonato          | Piso   | Parceira            | Oponentes                        | Placar        |
| Campeã  | 1980 | Roland Garros       | Saibro | Kathy Jordan        | Ivanna Madruga Adriana Villagran | 6–1, 6–0      |
| Campeã  | 1980 | Wimbledon           | Grama  | Kathy Jordan        | Rosemary Casals Wendy Turnbull   | 4–6, 7–5, 6–1 |
| Campeã  | 1981 | Aberto da Austrália | Grana  | Kathy Jordan        | Martina Navratilova Pam Shriver  | 6–2, 7–5      |
| Vice    | 1981 | Wimbledon           | Grama  | Kathy Jordan        | Martina Navratilova Pam Shriver  | 6–3, 7–6(6)   |
| Campeã  | 1981 | US Open             | Duro   | Kathy Jordan        | Rosemary Casals Wendy Turnbull   | 6–3, 6–3      |
| Campeã  | 1982 | Roland Garros       | Saibro | Martina Navratilova | Rosemary Casals Wendy Turnbull   | 6–3, 6–4      |
| Vice    | 1982 | Wimbledon           | Grama  | Kathy Jordan        | Martina Navratilova Pam Shriver  | 6–4, 6–1      |
| Vice    | 1983 | Roland Garros       | Saibro | Kathy Jordan        | Rosalyn Fairbank Candy Reynolds  | 5–7, 7–5, 6–2 |
| Vice    | 1984 | Wimbledon           | Grana  | Kathy Jordan        | Martina Navratilova Pam Shriver  | 6–3, 6–4      |

### Duplas Mistas: 5 (5–0)
| Posição | Ano  | Campeonato    | Piso   | Parceiro      | Oponentes                        | Placar              |
| Campeã  | 1980 | Roland Garros | Saibro | Billy Martin  | Stanislav Birner Renáta Tomanová | 2–6, 6–4, 8–6       |
| Campeã  | 1981 | US Open       | Duro   | Kevin Curren  | Steve Denton JoAnne Russell      | 6–4, 7–6(4)         |
| Campeã  | 1982 | Wimbledon     | Grama  | Kevin Curren  | John Lloyd Wendy Turnbull        | 2–6, 6–3, 7–5       |
| Campeã  | 1982 | US Open       | Duro   | Kevin Curren  | Barbara Potter Ferdi Taygan      | 6–7, 7–6(4), 7–6(5) |
| Campeã  | 1984 | Roland Garros | Saibro | Dick Stockton | Anne Minter Laurie Warder        | 6–2, 6–4            |

## WTA finals

### Duplas: 1 (0–1)
| Posição | Ano  | Local         | Piso    | Parceira     | Oponentes                       | Placar   |
| Vice    | 1982 | New York City | Carpete | Kathy Jordan | Martina Navratilova Pam Shriver | 6–4, 6–3 |